# Титла на TNT
Титлата на TNT е кеч телевизионна титла на американската федерация All Elite Wrestling (AEW). Тя е обявена на 30 март 2020 г. Носи името на Turner Network Television (TNT). Настоящ шампион е Даниъл Гарсия.

## История
На 30 март 2020 г. в сериите на AEW в YouTube – Road to Dynamite (Пътят към Динамит) официално е обявена второстепенна титла. Коментаторът на AEW и главен продуцент Тони Шавони разкрива, че ще има турнир с осем души, с една елиминация, който ще короняса първия в шампион на TNT. Турнирът започва на 8 април в епизод на Dynamite с финал, насрочен за Double or Nothing на 23 май. На епизода от 29 април, Коуди и Ланс Арчър печелят своите съответни мачове на полуфиналите, като поставят началото за мача за титлата. На Double or Nothing, Коуди побеждава Арчър, за да стане встъпителният шампион. Бившият професионален боксьор Майк Тайсън представя титлата на Коуди.
Титлата е кръстена на телевизионната мрежа TNT, която излъчва водещата програма на AEW – Dynamite. В прессъобщението за титлата на TNT, президентът и изпълнителният директор на AEW Тони Хан заявява:
„Подходящо е титлата и пояса да носят логото на уважаваната в световен мащаб марка TNT и те ще представляват не само AEW, но и страхотното качество на програмата, мащабният обхват и историята кеч бизнеса, която е свързана с TNT.“
По време на Паметното шоу на Джон Хюбър, което е епизодът на Динамит от 30 декември 2020 г., AEW обявява, че премахват червеният колан на титлата, в чест на Хюбър, вторият шампион на TNT, който неочаквано умира на 26 декември. Последният мач на Хюбър е на епизода на Динамит от 7 октомври, където той губи титлата на TNT срещу Коуди Роудс в мач с кучешки нашийник. Коланът на пенсионираната титла на TNT е даден на сина на Хюбър, Броди Лий-младши (истинско име Броди Хюбър), който е отличен като "TNT шампион за цял живот" от Тони Хан. Коментаторът на AEW Тони Шавони пояснява, че само дизайнът на колана е оттеглен, а не самата титла. Нова версия на колана дебютира с шампиона Дарби Алън по време на Нощ 1 от специалното шоу AEW New Year's Smash на 6 януари 2021 г.

## Дизайн
Шампионският колан е червен и има три пластини. Централната пластина, която е на видно място съдържа логото на TNT в центъра. Над логото на TNT е логото на AEW, докато под логото на TNT е червен банер с надпис CHAMPION. На двете идентични странични пластини е имението на основателя на TNT – Тед Търнър, където мрежата за първи път провежда своите операции. Когато коланът е разкрит на Double or Nothing на 23 май, той има сребърно покритие, но по време на излъчването коментаторът Тони Шавони заявява, че поради пандемията COVID-19, производството на колана се е забавило и окончателната версия ще има обшивка от злато и ще бъде разкрита на по-късна дата.